# Лэндор, Уолтер Сэвидж
Уолтер Сэвидж Лэндор (англ. Walter Savage Landor; 30 января 1775, Уорик — 17 сентября 1864, Флоренция) — английский поэт, писавший с одинаковым совершенством как по-английски, так и по-латыни. Дядя художника Генри Сэвиджа Лэндора.

## Биография
Уолтер Сэвидж Лэндор родился 30 января 1775 года в графстве Уорикшир. В литературе дебютировал в двадцатилетнем возрасте сборником стихов The poems of W. S. Landor; в то же время появился его анонимный памфлет Moral Epistle, respectfully dedicated to Earl Stanhope («Нравственное послание, почтительно посвященное графу Стенхоупу»). В этих первых произведениях сказалась необычайная сила стиха Лэндора и его большой сатирический талант.
В 1798 году появилась одна из лучших поэм Лэндора Gebir, вскоре изданная им также в латинском переводе, которая, по мнению ряда критиков, не уступала подлиннику.
В 1808 году поэт волонтёром во главе отряда, снаряжённого им же, отправился на войну Испании против Наполеона, но через три месяца вернулся разочарованный в своих воинственных замыслах, вынесший из кампании материал для трагедии Count Julian («Граф Джулиан», 1812), которую Суинберн считал высочайшим поэтическим произведением эпохи между «Самсоном-борцом» Мильтона и «Освобождённым Прометеем» Шелли. Трагедия рисует муки одиночества человека с высокой душой. Стиль поэмы полон мильтоновского величия и спокойной красоты.
В 1821 году У. С. Лэндор поселился во Флоренции. С 1824 года стали появляться отдельные части его Imaginary Conversations, законченные в 1846 году. В промежуток между ними появились Pericles and Aspasia, Pentameron, Poemata et Inscriptiones (на латыни) и одно из самых совершенных его произведений — The Hellenics (1847). Позднее были изданы The Last Fruit off an Old Tree, Antony a. Octavius, Scenes for the Study, Dry Sticks fagoted by W. S. L., Heroic Idyls и др.
В конце XIX — начале XX века литературный критик Зинаида Афанасьевна Венгерова на страницах Энциклопедического словаря Брокгауза и Ефрона так описывала творчество Лэндора: «По силе поэтического таланта Л. принадлежит к плеяде великих поэтов, прославивших Англию начала века. Вместе с Байроном и Шелли он был певцом свободы; но еще ближе он стоит к Китсу, автору «Гипериона». Вместе с Китсом Л. — представитель неоэллинизма в английской поэзии, проповедник возврата к классическим формам и античной простоте. «Imaginary Conversations» — переработка Лукиановских диалогов, в которые Л. с большим искусством влил современное содержание. Язык Л. в поэзии и прозе, английской и латинской, считается образцовым. Его описания цветов поражают своей красотой.»
Уолтер Сэвидж Лэндор умер 17 сентября 1864 года во Флоренции и похоронен на местном Английском кладбище.